# La Ruée vers l'Ouest (film, 1960)
Pour les articles homonymes, voir La Ruée vers l'Ouest et Cimarron.
Pour plus de détails, voir Fiche technique et Distribution.
La Ruée vers l’Ouest (titre original : Cimarron) est un film américain du type western, réalisé par Anthony Mann et Charles Walters, sorti en 1960.

## Synopsis
En 1889, le gouvernement fédéral ouvre à la colonisation les territoires encore vierges de l'Oklahoma. Des parcelles de terrain sont accordées gracieusement aux premiers arrivés. Le jour J, les colons se massent le long de la frontière avant la ruée ; parmi eux Yancey Cravat, surnommé Cimarrón, qui se voit bien devenir rancher après avoir été tour à tour joueur, bandit et avocat. Il a convaincu sa jeune épouse Sabra de le suivre dans cette aventure. Yancey retrouve son vieil ami Sam Pegler, fondateur du journal Texas Wigwam, rebaptisé en la circonstance Oklahoma Wigwam. Sam est accompagné de sa femme Mavis et de l'ouvrier imprimeur Jesse Rickey.
Cependant, Sam Pegler meurt écrasé par un chariot bâché et Yancey se fait devancer par une concurrente sur le terrain qu'il convoitait. Il s'installe donc en ville à Osage où il prend à contrecœur la succession de l'éditeur du journal local. Il ne peut empêcher le lynchage d'un indien dont il avait pris le parti auparavant lors d'une altercation avec des pionniers, mais il abat le meneur. Pendant ce temps, Sabra a accouché.
Lorsque Yancey imprime les avis de recherche de William Hardy, dit « The Cherokee Kid », Wes Jennings et Hoss Barry, trois délinquants devenus des bandits, il regrette de ne pas s'être davantage occupé de William, dont il a connu le père, pour le garder dans le droit chemin. 
Une attaque de train suivie de la prise en otage d'une école se solde par la mort des hors-la-loi et Yancey en est profondément affecté. Parallèlement, son ancien amour Dixie lui avoue qu’elle l'a supplanté le premier jour à l'endroit où il comptait s'installer dans l'espoir, déçu, qu'il vienne la rejoindre. Elle lui prédit que sa bougeotte le reprendra et que ni sa famille, ni sa conscience, ne l'empêcheront de repartir.
Effectivement, à l’ouverture du territoire Cherokee, Yancey Cravat est le premier sur les rangs malgré la réticence de sa femme. Puis il voyage et reste absent pendant cinq ans. Sabra se rend chez Dixie, qui a ouvert un « Social Club » (une maison de rendez-vous), pour lui extorquer la vérité : il s'est engagé dans la cavalerie à Cuba. Peu après, on découvre du pétrole dans la région et les derricks fleurissent. Plus tard encore, l'automobile fait son apparition.
Illustrée à travers l'histoire d’une famille, défile l'histoire de l’Ouest américain : le mythe de la Frontière, le racisme vis-à-vis des Amérindiens, le début du capitalisme et l'industrialisation.

## Fiche technique
- Titre original : Cimarron
- Titre : La Ruée vers l’Ouest
- Réalisation : Anthony Mann assisté de Charles Walters (non crédité)
- Scénario : Arnold Schulman, d'après le roman éponyme d'Edna Ferber
- Direction artistique : George W. Davis et Addison Hehr
- Décors : Henry Grace, Hugh Hunt et Otto Siegel
- Costumes : Walter Plunkett
- Photographie : Robert Surtees
- Son : Franklin Milton
- Montage : John D. Dunning
- Musique : Franz Waxman
- Production : Edmund Grainger
- Société de production : Metro-Goldwyn-Mayer
- Société de distribution : Metro-Goldwyn-Mayer
- Pays de production :  États-Unis
- Langue originale : anglais
- Format : couleurs (Metrocolor) — 35 mm — 2,35:1 (CinemaScope) - Son Stéréo 4 pistes (Westrex Recording System)
- Genre : western / film historique
- Durée : 147 minutes
- Dates de sortie :
  - États-Unis : 1er décembre 1960 (première à Oklahoma City)
  - France : 17 mars 1961
- Affiches : Reynold Brown (États-Unis), Roger Soubie (France), Enzo Nistri (Italie)

## Distribution
- Glenn Ford (VF : Roland Ménard) : Yancey Cravat
- Maria Schell (VF : Martine Sarcey) : Sabra Cravat
- Anne Baxter (VF : Paule Emanuele) : Dixie Lee
- Arthur O'Connell (VF : Roger Carel) : Tom Wyatt
- Russ Tamblyn (VF : Maurice Sarfati) : William « Cherokee Kid » Hardy
- Mercedes McCambridge : Mme Sarah Wyatt
- Vic Morrow : Wes Jennings
- Robert Keith (VF : Henri Crémieux) : Sam Pegler
- Charles McGraw (VF : Henry Djanik) : Bob Yountis
- Harry Morgan (VF : Jacques Deschamps) : Jessie Rickey
- David Opatoshu (VF : Charles Millot) : Sol Levy
- Aline MacMahon (VF : Lita Recio) : Mme Mavis Pegler
- Lili Darvas : Felicia Venable
- Edgar Buchanan (VF : Émile Duard) : le juge Neal Hefner
- Mary Wickes : Mme Neal Hefner
- Royal Dano (VF : Pierre Leproux) : Ike Howes
- L.Q. Jones : Millis
- George Brenlin : Hoss Barry
- Vladimir Sokoloff : Jacob Krubeckoff

Acteurs non crédités
- Barry Bernard : un majordome
- Helen Westcott : Mlle Kuye, la maîtresse d'école

## Chanson du film
- "Cimarron" : musique de Franz Waxman, paroles de Paul Francis Webster, interprétée par The Roger Wagner Chorale

## Inspiration
Le film s’est inspiré, dans une de ses séquences, d’un passage célèbre d’une des aventures de Tintin, l’album BD de "Tintin en Amérique", lorsque le pétrole jaillit vers le ciel après sa découverte, enrichissant immédiatement les tribus amérindiennes qui ont une réserve sur ces terres, et créant une ville champignon, qui prospère sans tarder sur fait qu’on découvre du pétrole dans toute la région et que les derricks fleurissent partout.

## Remake
Ce film est une nouvelle adaptation du roman éponyme d'Edna Ferber publié en 1929, après La Ruée vers l’Ouest réalisé par Wesley Ruggles en 1931.